# サハロン・シェラハ
サハロン・シェラハ（ヘブライ語名：שהרן שלח、英語名: Saharon Shelah, 1945年7月3日 - ）は、イスラエルの数学者、論理学者。エルサレム出身。日本では「シェラー」あるいは「シェラーハ」と表記されることもある。
専門は数理論理学、とくにモデル論および公理的集合論。その他にブール代数や実関数論、集合論的位相空間論に関する仕事もある。

## 人物像
1969年にヘブライ大学で博士号を取得。現在はヘブライ大学教授およびラトガーズ大学教授を務めている。エルデシュ数は1。
現代屈指の天才数学者と言われている。超人的な仕事量で知られ、発表した論文の数が2012年に1000を超え、2014年現在では1044本の論文がシェラハによって発表されている（共著を含む）。また、500ページを超える浩瀚なモノグラフを次々と発表している。誰かが未解決問題をシェラハのところに持っていくと、彼がその場ですぐに解いてしまうため、その結果できた共著論文が大量にあるといわれる。ちなみに、2005年6月8日の日付のあるシェラハの共著者のリストには196人の共著者中7人の日本人数学者が含まれている。
シェラハはヤエルと結婚し、3人の子供がいる。

## 生涯
サハロン・シェラハの父親はポーランド出身の詩人ウリエル・シェラハ（Uriel Shelah）である。ウリエル・シェラハは1908年にポーランドのワルシャワに生まれた。当時の名前はウリエル・ヘイルペリン（Uriel Heilperin）であり、後に名字を先述のシェラハ（Shelah）に変えた。ウリエルは1921年にパレスチナに移住、そして1920年代後半にはヘブライ大学で学んでいる。ウリエルは修正主義シオニズム運動（Revisionist Zionism Movement）に従事した詩人・作家であり、ヨナタン・ラトシュ（Yonatan Ratosh）というペンネームで詩を発表していた。
1945年7月3日にエルサレムでウリエルの下にサハロン・シェラハが生まれた。サハロン・シェラハは、文学の道を選んだ父のウリエルとは対照的に、既に小学校のころから科学者になりたいと考えていた。しかしながら、科学者に憧れてはいても、特に数学者に憧れていたわけではなかった。幼いサハロン・シェラハが好きだったのは数学ではなく、生物学と物理学であった。幼いサハロン・シェラハはまだ数学のもつ真のおもしろさに気づいていなかったのである。運命の転機は初等教育でシェラハが9年生になったときに訪れた。9年生で幾何学の勉強が始まり、サハロン・シェラハは幾何学の持つ独特の美しさに魅了された。「証明」という概念や、数個の公理によって論理的に導かれる、数え切れないほどたくさんの定理、幼いサハロン・シェラハはこれらに感動し、すっかり虜になった。彼は後年こう述べている。
数学の魅力に取りつかれたサハロン・シェラハは、15歳になるころには数学者になることを志すようになる。また、アブラハム・フランケル(Abraham Halevy Fraenkel)の著書、「An introduction to Mathematics」は、シェラハによれば非常に良い本であり、彼の「数学者になりたい」という思いを一層強くした本であったという。その後、サハロン・シェラハは1964年にテルアビブ大学で学士を取得する。1964年から1967年にかけて、サハロン・シェラハはイスラエル国防軍で兵役をこなしながらテルアビブ大学で学業を続けた。1967年にはテルアビブ大学で修士(Master of Science)を取得。その後はヘブライ大学数学研究科(Institute of Mathematics of the Hebrew University of Jerusalem)に赴き、ティーチングアシスタントとしての役割を与えられ、ヘブライ大学でマイケル・ラビン（Michael Oser Rabin）の指導の下で研究をした。サハロン・シェラハは1969年にヘブライ大学でStable theoriesの研究で博士号(Ph.D.)を取得した。
博士課程修了後は1969-70年にかけてアメリカのプリンストン大学で講師(Lecturer)として従事した。1970-71年にはアメリカ、ロサンゼルスのカリフォルニア大学にて、助教授(Assistant Professor)として過ごした。その後、サハロン・シェラハは1974年にヘブライ大学に戻り、教授(Professor)となった。そして、現在に至るまでこのヘブライ大学の教授職を保持している。
さらに、サハロン・シェラハは以下の大学の客員教授であった。アメリカのウィスコンシン大学(1977-78年)、アメリカのカリフォルニア大学バークレー校(1978年および1982年)、アメリカのミシガン大学電気工学・コンピューターサイエンス学部(Department of Electrical Engineering and Computer Science)(1984-85年)、カナダのブリティッシュコロンビア、バーナビーのサイモンフレーザー大学(1985年)、アメリカのニュージャージー州のラトガース大学(1985年)。
また、1986年からラトガース大学の栄誉客員教授(英：Distinguished visiting professor)となっている。

## 主要な業績
- モデル論における分類理論 (classification theory) の導入 [2] および、それにともなうモーリー問題の解決。
- 公理的集合論における固有強制法 (proper forcing) の導入 [4, 5] および、pcf理論の構築 [6]。
- ホワイトヘッド問題に関する貢献 [1, 3]。

## 主要な受賞歴
- 1977年 - エルデシュ賞 (イスラエル数学会)
- 1981年 - ロスチャイルド賞
- 1983年 - キャロル・カープ賞 (記号論理学会)
- 1992年 - ジョージ・ポーヤ賞 (産業・応用数学会)
- 1998年 - イスラエル賞
- 2000年 - ボヤイ賞 (ハンガリー科学アカデミー)
- 2001年 - ウルフ賞数学部門 (ウルフ財団)
- 2013年 - スティール賞独創的研究部門 (アメリカ数学会)
- 2013年 - ハンガリー科学アカデミー 栄誉会員
- 2013年 - Advanced Grant （欧州研究会議 英: European Research Council）
- 2018年 - ショック賞論理学・哲学部門

## 主要な著作
- [1] "Infinite Abelian groups, Whitehead problem and some constructions", Israel Journal of Mathematics, Vol. 18, 1974, pp. 243-256.
- [2]  Classification Theory and the Number of Nonisomorphic Models, North-Holland, 1st ed., 1978, ISBN 0720407575; 2nd ed., 1990, ISBN 0444702601.
- [3] "Whitehead groups may not be free, even assuming CH. II", Israel Journal of Mathematics, Vol. 35, 1980, pp. 257-285.
- [4] Proper Forcing, Lecture Notes in Mathematics 940, Springer, 1982, ISBN 3540115935.
- [5] Proper and Improper Forcing, Perspectives in Mathematical Logic, Springer, 1988, ISBN 3540517006.
- [6] Cardinal Arithmetic, Oxford Logic Guides 29, Oxford University Press, 1994, ISBN 0198537859.